# Echinocereus dasyacanthus
Echinocereus dasyacanthus  es una especie de plantas en la familia Cactaceae. Es endémica de Sonora, Chihuahua, Coahuila de Zaragoza  en México y Nuevo México, Arizona y Texas en Estados Unidos. Es una especie común que se ha extendido por todo el mundo.

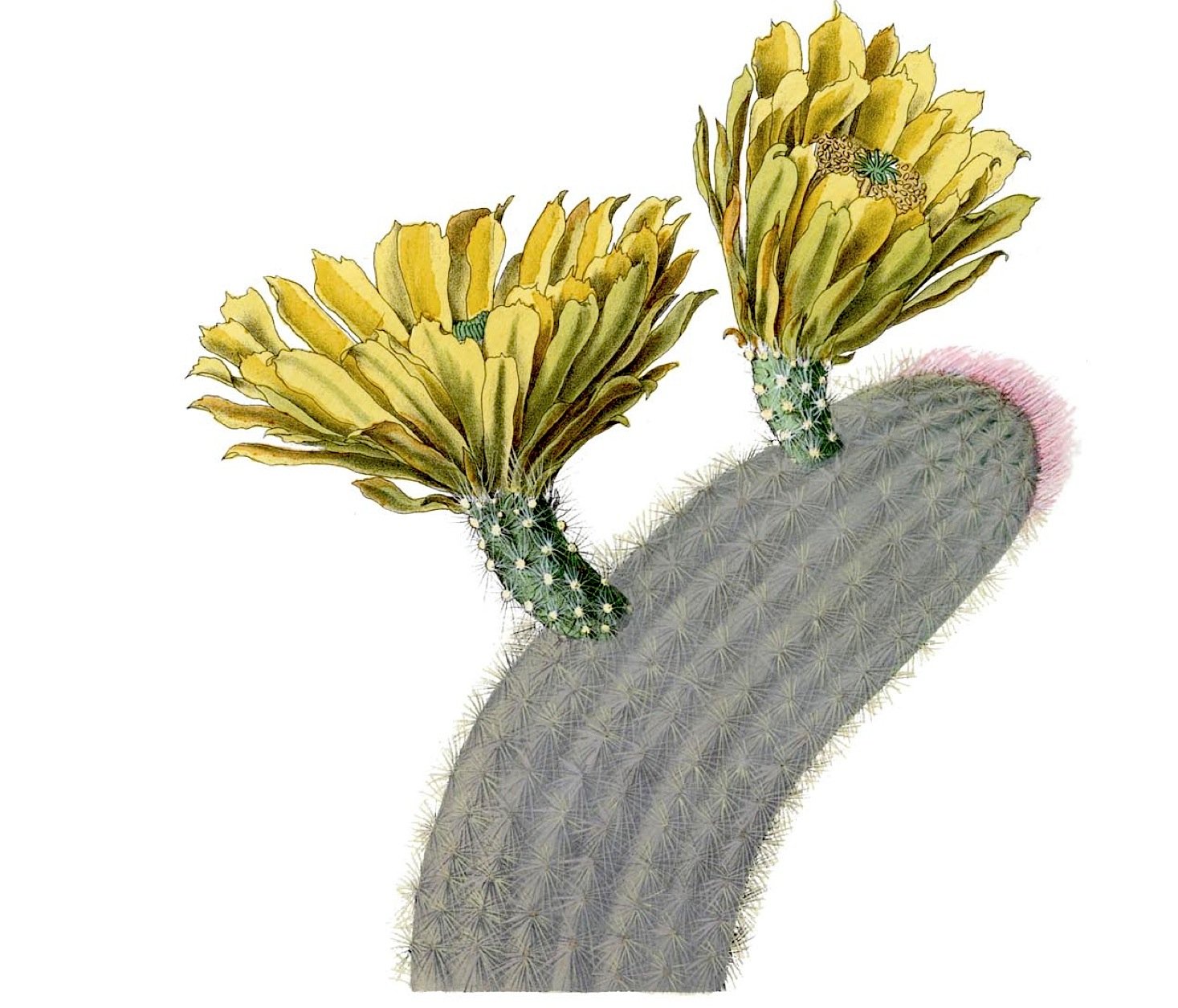
Ilustración

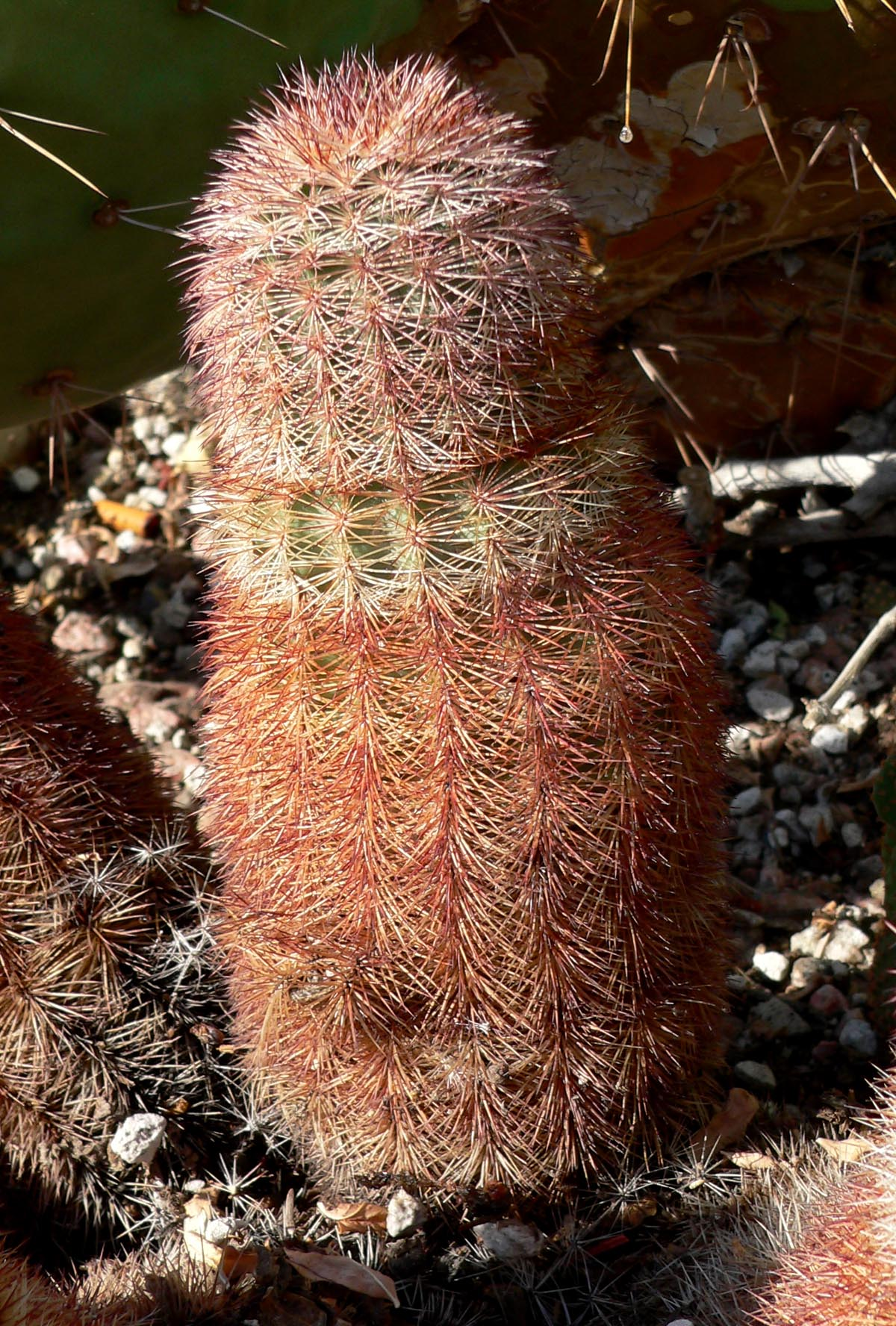
Vista de la planta

## Descripción
Echinocereus dasyacanthus suele crecer individualmente con tallos cilíndricos, que se estrechan en la punta. Los brotes son de hasta 35 cm de largo y tienen un diámetro de 13 centímetros. Tiene de 12 a 21 costillas presentes, que se dividen en bajas jorobas. Las espinas amarillo al rosa ligeramente a marrón oscuro  a menudo no se pueden distinguir de los dientes centrales y marginales. Los dos a cinco o más espinas centrales están proyectando o son transzonales y tienen una longitud de 0,2 a 2,5 centímetros. Las 12 a 25 espinas radiales en propagación de agarre con las de las areolas adyacentes, cada una mide de 0,5 a 1,5 cm de largo. Las flores son generalmente de color amarillo, de vez en cuando blanquecinas, naranja, rosa o púrpura. A menudo aparecen en los lados y alcanzan diámetro de 5 a 15 centímetros. El fruto es verde a púrpura, generalmente esférico, carnoso y lleno de espinas en descomposición.

## Taxonomía
Echinocereus dasyacanthus fue descrita por George Engelmann y publicado en Memoir of a Tour to Northern Mexico: connected with Col. Doniphan's Expedition in 1846 and 1847 100. 1848.
Etimología
Echinocereus: nombre genérico que deriva del griego antiguo: ἐχῖνος (equinos), que significa "erizo", y del latín cereus que significa "vela, cirio" que se refiere a sus tallos columnares erizados.
dasyacanthus: epíteto latino que significa "con densas espinas".
Sinonimia
- Cereus dasyacanthus
- Cereus ctenoides
- Echinocereus ctenoides
- Echinocereus hildmannii
- Echinocereus steereae.[3]